# Canton de Saint-Étienne-2
Le canton de Saint-Étienne-2 est une circonscription électorale française du département de la Loire.

## Histoire
Un nouveau découpage territorial de la Loire entre en vigueur à l'occasion des élections départementales de 2015. Il est défini par le décret du 26 février 2014, en application des lois du 17 mai 2013 (loi organique 2013-402 et loi 2013-403). Les conseillers départementaux sont, à compter de ces élections, élus au scrutin majoritaire binominal mixte. Les électeurs de chaque canton élisent au Conseil départemental, nouvelle appellation du Conseil général, deux membres de sexe différent, qui se présentent en binôme de candidats. Les conseillers départementaux sont élus pour 6 ans au scrutin binominal majoritaire à deux tours, l'accès au second tour nécessitant 12,5 % des inscrits au 1er tour. En outre la totalité des conseillers départementaux est renouvelée. Ce nouveau mode de scrutin nécessite un redécoupage des cantons dont le nombre est divisé par deux avec arrondi à l'unité impaire supérieure si ce nombre n'est pas entier impair, assorti de conditions de seuils minimaux. Dans la Loire, le nombre de cantons passe ainsi de 40 à 21.
Le canton de Saint-Étienne-2 est formé d'une fraction de Saint-Étienne et de communes des anciens cantons du Chambon-Feugerolles (2 communes). Il est entièrement inclus dans l'arrondissement de Saint-Étienne. Le bureau centralisateur est situé à Saint-Étienne.

## Représentation
| Période élective | Période élective | Mandat | Mandat   | Identité                   | Nuance | Nuance | Qualité |
| ---------------- | ---------------- | ------ | -------- | -------------------------- | ------ | ------ | --- |
| 2015             | 2021             | 2015   | 2021     | Jean-François Barnier      |        | UDI    | Maire du Chambon-Feugerolles (1988-2020) Ancien conseiller général du Canton du Chambon-Feugerolles (2007-2015) Vice-Président du Conseil départemental |
| 2015             | 2021             | 2015   | 2021     | Alexandra Ribeiro Custodio |        | LR     | Adjointe au maire de Saint-Étienne jusqu'en 2020 |
| 2021             | 2028             | 2021   | en cours | Jean-François Barnier      |        | UDI    | Conseiller sortant |
| 2021             | 2028             | 2021   | en cours | Pascale Lacour             |        | DVD    | Adjointe au maire de Saint-Étienne |

### Résultats détaillés

#### Élections de mars 2015
À l'issue du 1er tour des élections départementales de 2015, deux binômes sont en ballottage : Jean-François Barnier et Alexandra Custodio (Union de la Droite, 33,91 %) et Christine Cauet et Marc Faure (DVG, 31,4 %). Le taux de participation est de 41,47 % (8 595 votants sur 20 725 inscrits) contre 48,48 % au niveau départemental et 50,17 % au niveau national.
Au second tour, Jean-François Barnier et Alexandra Custodio (Union de la Droite) sont élus avec 57,24 % des suffrages exprimés et un taux de participation de 41,88 % (4 599 voix pour 8 679 votants et 20 725 inscrits).

#### Élections de juin 2021
Le premier tour des élections départementales de 2021 est marqué par un très faible taux de participation (33,26 % au niveau national). Dans le canton de Saint-Étienne-2, ce taux de participation est de 23,64 % (4 460 votants sur 18 866 inscrits) contre 30,05 % au niveau départemental. À l'issue de ce premier tour, deux binômes sont en ballottage : Jean-François Barnier et Pascale Lacour (Union à droite, 38,02 %) et Cyrille Bonnefoy et Nicole Sanchez (Union à gauche, 32,48 %).
Le second tour des élections est marqué une nouvelle fois par une abstention massive équivalente au premier tour. Les taux de participation sont de 34,36 % au niveau national, 31,31 % dans le département et 24,64 % dans le canton de Saint-Étienne-2. Jean-François Barnier et Pascale Lacour (Union à droite) sont élus avec 58,28 % des suffrages exprimés (2 535 voix pour 4 649 votants et 18 871 inscrits),,.

## Composition
| Nom                                   | Code Insee | Intercommunalité        | Superficie (km2) | Population (dernière pop. légale)                 | Densité (hab./km2) | Modifier                                    |
| ------------------------------------- | ---------- | ----------------------- | ---------------- | ------------------------------------------------- | ------------------ | ------------------------------------------- |
| Saint-Étienne (bureau centralisateur) | 42218      | Saint-Étienne Métropole | 79,97            | Fraction : 15 897 (2022) Commune : 172 569 (2022) | 2 158              | modifier les données · modifier les données |
| Le Chambon-Feugerolles                | 42044      | Saint-Étienne Métropole | 17,51            | 12 307 (2022)                                     | 703                | modifier les données · modifier les données |
| La Ricamarie                          | 42183      | Saint-Étienne Métropole | 6,95             | 8 162 (2022)                                      | 1 174              | modifier les données · modifier les données |
| Canton de Saint-Étienne-2             | 4215       |                         |                  | 36 366 (2022)                                     |                    | modifier les données                        |

Le canton de Saint-Étienne-2 comprend :
1. deux communes entières,
2. la partie de la commune de Saint-Étienne située à l'ouest d'une ligne définie par l'axe des voies et limites suivantes : depuis la limite territoriale de la commune de la Ricamarie, ligne droite dans le prolongement de la rue du Vercors, rue du Vercors, rue Buffon, rue Louis-Joseph-Gras, ligne de chemin de fer, rue Jean-Allemane, rue du Mont, rue des Docteurs-Charcot, passage entre les numéros 33 et 35 de la rue des Docteurs-Charcot, allée du Général-Rullière, limite de l'emprise du centre commercial, rue Antoine-Durafour, rue Alexandre-Poucel, boulevard Valbenoîte, rue Pélissier, place Edmond-Maurat, cours Fauriel, rue Pierre-Termier, rue Crozet-Fourneyron, rue de la Badouillère, rue César-Bertholon, rue Francis-Baulier, rue Cuvier, rue de la Vapeur, rue Jacques-Barbier, rue Denis-Papin, place Ferdinand-Buisson, boulevard Daguerre, boulevard Joseph-Bethenod, rue Montferré, rue Dutreil-de-Rhins, rue du Sous-Lieutenant-Joseph-Vergnette, rue de la Vierge, ligne droite perpendiculaire à la rue de la Vierge au niveau de l'intersection avec le boulevard Salvador-Allende, rue Alfred-Colombet, rue Florent-Evrard, rond-point, rue de Montmartre, rue Paillon, boulevard Martin-Bernard, rue de l'Apprentissage, rue des Brunandières, rue Auguste-Poncetton, rue des Brunandières, ligne droite dans le prolongement de la rue des Brunandières, rue Emile-Deschanel, rue Claudius-Racodon, chemin de Monsalson, jusqu'à la limite territoriale de la commune de Saint-Genest-Lerpt.

## Démographie
En 2022, le canton comptait 36 366 habitants, en évolution de −0,99 % par rapport à 2016 (Loire : +1,32 %, France hors Mayotte : +2,11 %).
| 2013   | 2018   | 2022   |
| ------ | ------ | ------ |
| 36 777 | 36 569 | 36 366 |